# Ахунанья, Фрайдей
Фрайдей Ахунанья (англ. Friday Ahunanya; 19 ноября 1971, Порт-Харкорт, Нигерия) — нигерийский боксёр-профессионал, выступавший в тяжёлой весовой категории.

## Профессиональная карьера
Дебютировал в феврале 1998 года. Свой второй поединок провёл против непобеждённого американца, Шэйна Уильяма Хавьерннера (6-0). 3 марта 2001 года, раздельным решением судей победил непобеждённого Нейта Джонса (16-0-1), и завоевал вакантный титул NABA. Через 3 месяца нокаутировал в 1-м раунде Джеймса Лестера.

### 17 ноября2001Сергей Ляхович—Фрайдей Ахунанья
- Место проведения:  Мандалей Бей Ресорт энд Касино, Лас-Вегас, Невада, США
- Результат: Победа Ляховича единогласным решением в 12-раундовом бою
- Статус: Рейтинговый бой
- Рефери: Тоби Гибсон
- Счет судей: Арт Лури (118—110), Си Джей Росс (116—112), Дик Хак (116—112) — все в пользу Ляховича
- Вес: Ляхович 104,30 кг; Ахунанья 104,80 кг
- Трансляция: HBO PPV
- Счёт неофициального судьи: Харольд Ледерман (115—112 Ляхович)

В январе 2001 года состоялся бой двух непобеждённых боксёров — Фрайдея Ахунаньи и Сергея Ляховича. Белорус с небольшим преимуществом переигрывал нигерийца. По окончании боя единогласным решением судей победителем был объявлен Ляхович. Поединок проходил в рамках шоу, организованного телеканалом HBO, главным событием которого был 2-й бой Леннокс Льюис — Хасим Рахман.

### 2002—2005
В начале 2002 года, раздельным решением судей победил другого непобеждённого боксёра, Джоси Блокуса (12-0)
В марте 2004 года Ахунанью нокаутировал Лэнс Уитакер. Ахунанья впервые проиграл нокаутом.
В марте 2005 года Ахунанья проиграл Таурусу Сайксу.

### 22 мая2005Доминик Гуинн—Фрайдей Ахунанья
- Место проведения:  Сезарс Палас, Лас-Вегас, Невада, США
- Результат: Ничья решением большинства в 10-раундовом бою
- Статус: Рейтинговый бой
- Рефери: Тони Уикс
- Счет судей: Джерри Рот (97—93 Гуинн), Чак Джиампа (95—95), Дуэйн Форд (95—95)
- Вес: Гуинн 98,90 кг; Ахунанья 102,10 кг
- Трансляция: ESPN2
- Счёт неофициального судьи: Тэдди Атлас (100—91 Гуинн)

В апреле 2005 года Фрайди Ахунанья встретился с Домиником Гуинном. После 10 раундов судьи объявили ничью. Неофициальный судья телеканала ESPN Тэдди Атлас посчитал, что победил с разгромным счетом Гуинн.

### 2005
В сентябре 2005 года нигериец проиграл встретился с Султаном Ибграгимовом. Бой остановили в 9-м раунде из-за рассечения, вызванного столкновением головами. По очкам победил Ибрагимов.

### 22 апреля2006Александр Поветкин—Фрайдей Ахунанья
- Место проведения:  САП-Арена, Маннгейм, Баден-Вюрттенберг, Германия
- Результат: Победа Поветкина единогласным решением в 6-раундовом бою
- Статус: Рейтинговый бой
- Рефери: Клаус Гриесел
- Вес: Поветкин 99,50 кг; Ахунанья 103,80 кг
- Трансляция: ARD

В марте 2006 года состоялся бой между Фрайдеем Ахунаньей и россиянином Александром Поветкиным. Начало боя было за россиянином, однако к концу поединка он стал уставать. Так как бой был 6-раундовым, то Поветкин сумел сохранить преимущество, и победил единогласным решением судей. Ринганнонсер не огласил счет, сообщив лишь, что победил россиянин.

### 2 ноября2007Шейн Кэмерон—Фрайдей Ахунанья
- Место проведения:  Скай Сити Конвеншн Центр, Оклэнд, Новая Зеландия
- Результат: Победа Ахунаньи техническим нокаутом в 12-м раунде в 12-раундовом бою
- Статус: Рейтинговый бой
- Рефери: Фредди Марш
- Время: 2:14
- Трансляция: TV3

В ноябре 2007 года Ахунанья отправился в Новую Зеландию на бой против местного непобежденного проспекта Шейна Кэмерона. Кэмерон вел по очкам. К концу боя его лицо стало избитым. В 12-м раунде Ахунанья пробил левый апперкот, которым потряс противника, и сразу же правым крюком отправил его на настил. Кэмерон встал на счёт 6. У него текла слюна, а лицо все было в крови. Он был потрясенным, но рефери позволил бой продолжить. Ахунанья сразу же провел двойку, и Кэмерон вновь упал. Рефери остановил бой. «Абсолютное бедствие» (absolutly disaster) — сказали сразу же комментаторы Новозеландского телевидения.

### 20 июня2008Алонсо Батлер —Фрайдей Ахунанья
- Место проведения:  Томас энд Мэк Центр, Лас-Вегас, Невада, США
- Результат: Победа Ахунаньи единогласным решением в 10-раундовом бою
- Статус: Рейтинговый бой
- Рефери: Рассел Мора
- Счет судей: Ричард Хак (94—95), Дейв Морретти (93—96), Джерри Рот (94—95) — все в пользу Ахунаньи
- Вес: Батлер 120,20 кг; Ахунанья 108,00 кг
- Трансляция: ESPN2
- Счёт неофициального судьи: Тэдди Атлас (92—96 Ахунанья)

В июне 2008 года Фрайдей Аханунья вышел на ринг против непобеждённого американца Алонсо Батлера. Нигериец был более активен, и точен в ударах. По окончании 10-ти раундов судьи единогласным решением отдали победу Ахунанье.

### 2010—2011
31 марта 2010 года проиграл Дэвиду Туа. После этого поединка, Ахунанья не выходил на ринг 14 месяцев. В мае 2011 года проиграл Касси Салифу. 9 июня проиграл по очкам американцу Крису Арреоле. В конце 2011 года проиграл непобеждённому кубинцу, Майку Пересу.